# Dysderina montana
Dysderina montana är en spindelart som först beskrevs av Eugen von Keyserling 1883.  Dysderina montana ingår i släktet Dysderina och familjen dansspindlar.
Artens utbredningsområde är Peru. Inga underarter finns listade i Catalogue of Life.